# Diplotaxis simillima
Diplotaxis simillima är en skalbaggsart som beskrevs av Moser 1921. Diplotaxis simillima ingår i släktet Diplotaxis och familjen Melolonthidae. Inga underarter finns listade i Catalogue of Life.